# Élections législatives de 1889 dans l'Aude
Les élections législatives de 1889 ont eu lieu les 22 septembre et 6 octobre 1889.

## Députés élus
|   | Circonscription | Député sortant   |  | Groupe parlementaire | Député élu       |  | Groupe parlementaire |
| - | --------------- | ---------------- |  | -------------------- | ---------------- |  | -------------------- |
| 1 | Carcassonne     | Théophile Marcou |  | Extrême gauche       | Théophile Marcou |  | Extrême gauche       |
| 2 | Castelnaudary   | Eugène Mir       |  | Gauche républicaine  | Eugène Mir       |  | Gauche républicaine  |
| 3 | Limoux          | François Rougé   |  | Gauche républicaine  | François Rougé   |  | Gauche républicaine  |
| 4 | Narbonne        | Léon Bonnel      |  | Gauche républicaine  | Joseph Malric    |  | Extrême gauche       |

## Résultats à l'échelle du département
| Partis         | Partis                | Premier tour | Premier tour | Deuxième tour | Deuxième tour | Sièges |
| Partis         | Partis                | Voix         | %            | Voix          | %             | Sièges |
| -------------- | --------------------- | ------------ | ------------ | ------------- | ------------- | ------ |
|                | Républicains radicaux |              |              |               |               | 2      |
|                | Républicains modérés  |              |              |               |               | 2      |
|                | Socialistes           |              |              |               |               | 0      |
|                | Bonapartistes         |              |              |               |               | 0      |
|                | Divers                |              |              |               |               | 0      |
|                |                       |              |              |               |               |        |
| Inscrits       | Inscrits              |              | 100,00       |               | 100,00        | 4      |
| Votants        |                       |              |              |               |               |        |
| Abstentions    |                       |              |              |               |               |        |
| Blancs et nuls |                       |              |              |               |               |        |
| Exprimés       |                       |              |              |               |               |        |

## Résultats par arrondissement

### Arrondissement de Carcassonne

#### 1recirconscription
| Candidats      | Candidats        | Étiquette                | Premier tour | Premier tour | Deuxième tour | Deuxième tour |
| Candidats      | Candidats        | Étiquette                | Voix         | %            | Voix          | %             |
| -------------- | ---------------- | ------------------------ | ------------ | ------------ | ------------- | ------------- |
|                | Pierre Castel    | Monarchiste              | 4 587        | 43,62        | 4 777         | 44,66         |
|                | Jean Marty       | Républicain opportuniste | 3 306        | 31,44        | 5 872         | 54,90         |
|                | Passérieux       | Radical                  | 2 307        | 21,94        |               |               |
|                | Gaston Jourdanne | Socialiste               | 313          | 2,98         |               |               |
|                | Divers           | Divers                   | 3            | 0,03         | 47            | 0,44          |
|                |                  |                          |              |              |               |               |
| Inscrits       | Inscrits         | Inscrits                 | 14 829       | 100,00       | 14 841        | 100,00        |
| Votants        | Votants          | Votants                  | 10 544       | 71,10        | 10 688        | 72,02         |
| Abstention     | Abstention       | Abstention               | 4 285        | 28,90        | 4 153         | 27,98         |
| Blancs et nuls | Blancs et nuls   | Blancs et nuls           | 28           | 0,27         | 47            | -0,07         |
| Exprimés       | Exprimés         | Exprimés                 | 10 516       | 99,73        | 10 696        | 100,07        |

#### 2ecirconscription
| Candidats      | Candidats           | Étiquette          | Premier tour | Premier tour |
| Candidats      | Candidats           | Étiquette          | Voix         | %            |
| -------------- | ------------------- | ------------------ | ------------ | ------------ |
|                | Ferdinand Théron    | Radical-socialiste | 6 659        | 53,08        |
|                | Émile Wickersheimer | Radical            | 5 884        | 46,90        |
|                | Divers              | Divers             | 3            | 0,02         |
|                |                     |                    |              |              |
| Inscrits       | Inscrits            | Inscrits           | 18 010       | 100,00       |
| Votants        | Votants             | Votants            | 12 648       | 70,23        |
| Abstention     | Abstention          | Abstention         | 5 362        | 29,77        |
| Blancs et nuls | Blancs et nuls      | Blancs et nuls     | 102          | 0,81         |
| Exprimés       | Exprimés            | Exprimés           | 12 546       | 99,19        |

### Arrondissement de Castelnaudary
| Candidats      | Candidats         | Étiquette                | Premier tour | Premier tour | Deuxième tour | Deuxième tour |
| Candidats      | Candidats         | Étiquette                | Voix         | %            | Voix          | %             |
| -------------- | ----------------- | ------------------------ | ------------ | ------------ | ------------- | ------------- |
|                | Charles de Lordat | Monarchiste              | 5 907        |              | 6 097         |               |
|                | Eugène Mir        | Républicain opportuniste | 5 390        |              | 6 445         |               |
|                | Louis Estève      | Radical                  | 986          |              |               |               |
|                | Divers            | Divers                   |              |              | 81            |               |
|                |                   |                          |              |              |               |               |
| Inscrits       | Inscrits          | Inscrits                 | 14 919       | 100,00       |               | 100,00        |
| Votants        |                   |                          |              |              |               |               |
| Abstention     |                   |                          |              |              |               |               |
| Blancs et nuls |                   |                          |              |              |               |               |
| Exprimés       |                   |                          |              |              |               |               |

### Arrondissement de Limoux
| Candidats      | Candidats                 | Étiquette                | Premier tour | Premier tour |
| Candidats      | Candidats                 | Étiquette                | Voix         | %            |
| -------------- | ------------------------- | ------------------------ | ------------ | ------------ |
|                | Étienne Dujardin-Beaumetz | Républicain opportuniste |              |              |
|                | Fondi de Niort            | Monarchiste              |              |              |
|                | François Rougé            | Boulangiste (Radical)    |              |              |
|                |                           |                          |              |              |
| Inscrits       | Inscrits                  | Inscrits                 |              | 100,00       |
| Votants        |                           |                          |              |              |
| Abstention     |                           |                          |              |              |
| Blancs et nuls |                           |                          |              |              |
| Exprimés       |                           |                          |              |              |

### Arrondissement de Narbonne

#### 1recirconscription
| Candidats      | Candidats         | Étiquette   | Premier tour | Premier tour | Deuxième tour | Deuxième tour |
| Candidats      | Candidats         | Étiquette   | Voix         | %            | Voix          | %             |
| -------------- | ----------------- | ----------- | ------------ | ------------ | ------------- | ------------- |
|                | Aristide Douarche | Radical     |              |              |               |               |
|                | Ernest Ferroul    | PO          |              |              |               |               |
|                | Fourès            | Boulangiste |              |              |               |               |
|                | Dautresme         | Radical     |              |              |               |               |
|                | Guillaume Thil    | Boulangiste |              |              |               |               |
|                | Divers            |             |              |              |               |               |
|                |                   |             |              |              |               |               |
| Inscrits       | Inscrits          | Inscrits    |              | 100,00       |               | 100,00        |
| Votants        |                   |             |              |              |               |               |
| Abstention     |                   |             |              |              |               |               |
| Blancs et nuls |                   |             |              |              |               |               |
| Exprimés       |                   |             |              |              |               |               |

#### 2ecirconscription
| Candidats      | Candidats       | Étiquette                | Premier tour | Premier tour | Deuxième tour | Deuxième tour |
| Candidats      | Candidats       | Étiquette                | Voix         | %            | Voix          | %             |
| -------------- | --------------- | ------------------------ | ------------ | ------------ | ------------- | ------------- |
|                | Adolphe Turrel  | Républicain opportuniste |              |              |               |               |
|                | Charles le Roux | Boulangiste              |              |              |               |               |
|                | Paul Narbonne   | Socialiste               |              |              |               |               |
|                | Divers          |                          |              |              |               |               |
|                |                 |                          |              |              |               |               |
| Inscrits       | Inscrits        | Inscrits                 |              | 100,00       |               | 100,00        |
| Votants        |                 |                          |              |              |               |               |
| Abstention     |                 |                          |              |              |               |               |
| Blancs et nuls |                 |                          |              |              |               |               |
| Exprimés       |                 |                          |              |              |               |               |